# Alluitsup Paa
Alluitsup Paa (Deens: Sydprøven) is een groot dorp in het zuiden van Groenland, en telt ongeveer 400 inwoners. Er is een landingsmogelijkheid voor helikopters. Er zijn vliegverbindingen naar Qaqortoq en Nanortalik (beide 4 keer per week). Ook kleinere heli's vliegen tussen Qaqortoq en Nanortalik en/via andere kleinere nederzettingen en geregeld varen er kleine ferry's van Royal Arctic Line naar Qaqortoq. In het dorp bevinden zich een supermarkt (Pilersuisoq), een internetcafé, een hotel-restaurant, een postkantoor en (naast het dorp) ruïnes van oude Inuït culturen.
De meeste mensen werken in de (kleinschalige) visindustrie.